# Zvětšovací přístroj

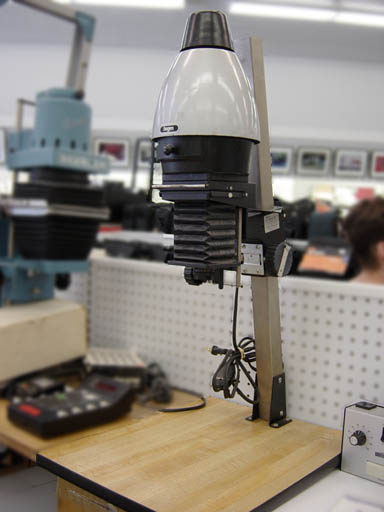
Zvětšovací přístroj

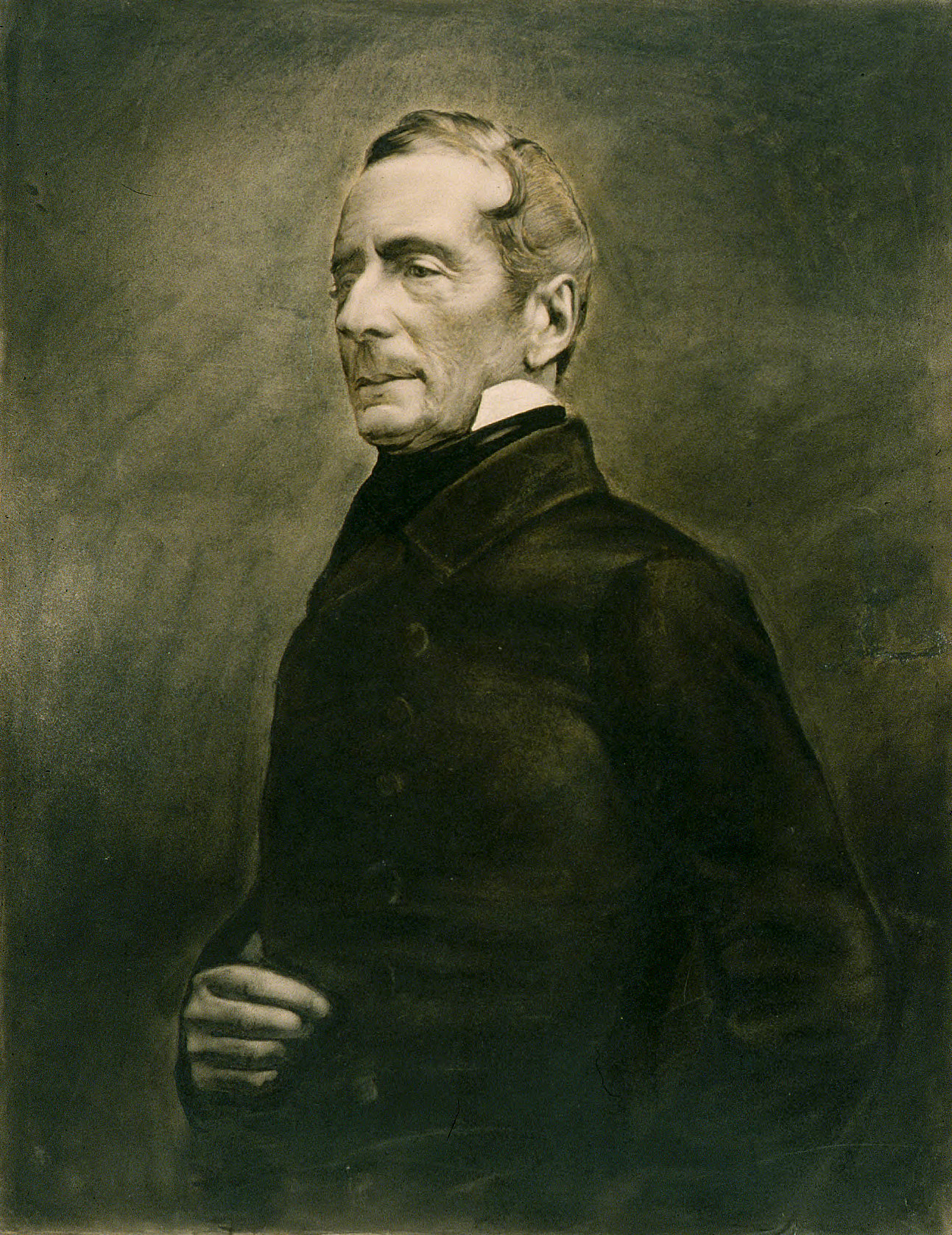
Alphonse de Lamartine, zvětšenina pořízená na přístroji Solar cca r. 1865

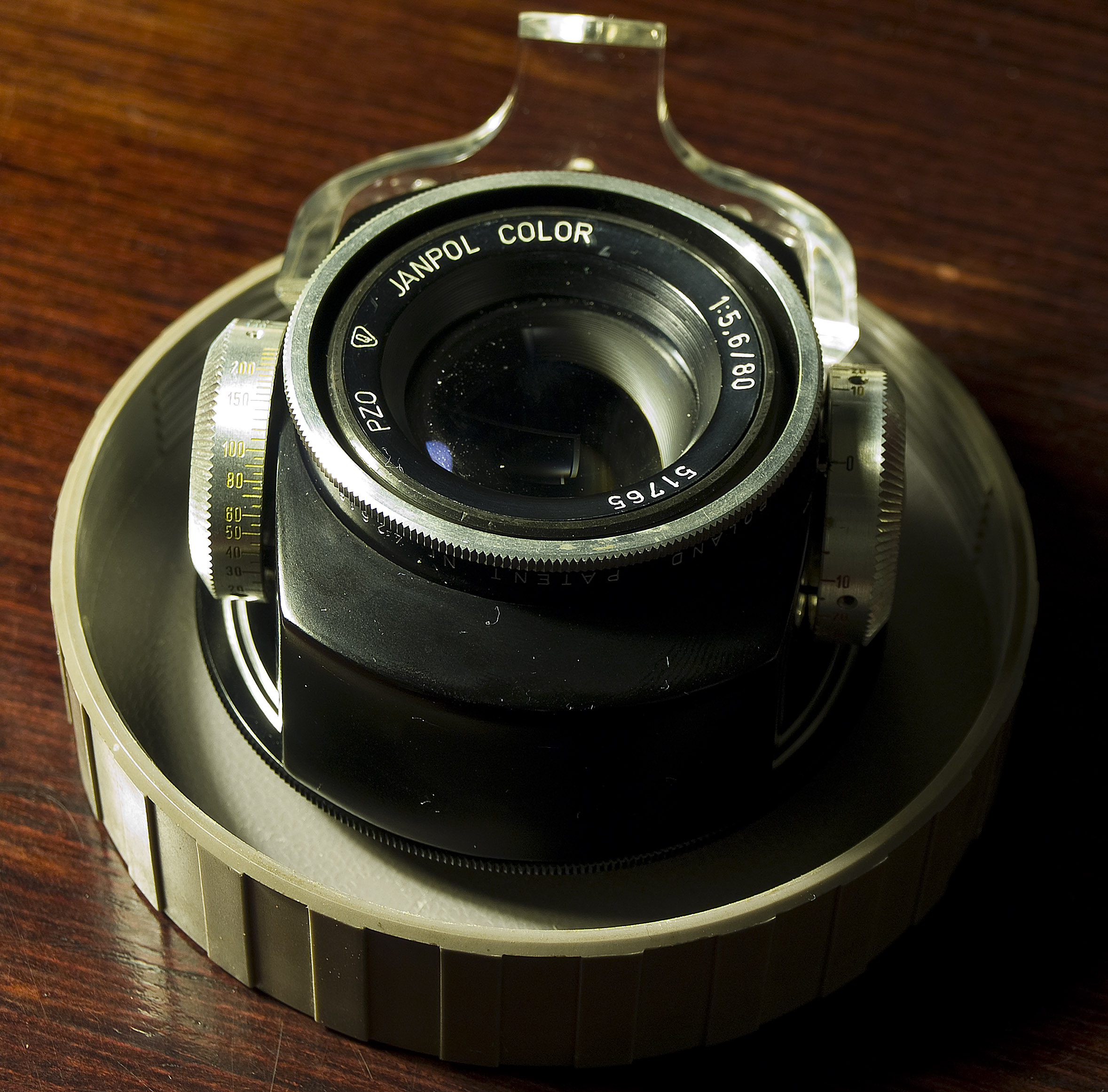
Objektiv zvětšovacího přístroje Janpol Color 1:5,6 / 80

Zvětšovací přístroj nebo stručně zvětšovák je optická soustava pro promítání obrazu negativu na citlivý pozitivní materiál. Používá se v klasické fotografii pro zhotovování pozitivních zvětšenin z negativního filmu v temné komoře.

## Popis
Typický zvětšovací přístroj se skládá ze základní desky a sloupku, po němž se posouvá optická soustava: posunutím se řídí poměr zvětšení. Vlastní optická soustava se skládá:
- z krytu, který nesmí propouštět mnoho světla, ale musí umožnit chlazení zdroje;
- ze zdroje světla, obvykle žárovky nebo výbojky;
- z kondenzoru, spojné čočky, která soustřeďuje světlo zdroje do rovnoběžného svazku;
- z rámečku pro umístění negativu;
- z výtahu („měchu“), jímž se promítnutý obraz zaostřuje;
- z objektivu se clonou.

## Historie
Historicky první zvětšovací přístroj byl vyroben firmou Solar kolem roku 1865. Starší zvětšovací přístroje používaly denní světlo a fungovaly podobně jako diaprojektor, osvit se dal kontrolovat boční klapkou a trval často několik hodin i dní.

## Restituce
U snímků pořízených běžnými fotografickými přístroji, které neumožňují korigovat perspektivu, lze upravit sbíhající linie do jisté míry při zpracování. Restituce klasických fotografií se v temné komoře provádí dvěma způsoby:
- nepravou restitucí natočením zvětšovacího přístroje nebo podložením maskovacího rámu spolu se zaostřením na střed snímku a následným silnějším zacloněním tak, aby byly požadované linie rovnoběžné a obraz ostrý po celé ploše,

- pravou restitucí u zvětšovacích přístrojů vybavených restitučním kroužkem, kdy se spolu s natočením přístroje nebo podložením maskovacího rámu sklopí objektiv zvětšovacího přístroje tak, aby byly požadované linie rovnoběžné a obraz byl zaostřen po celé ploše.[2][3][4]

## Výrobci
Díky digitalizaci fotografie mnoho výrobců z výroby zvětšovacích přístrojů ustoupilo nebo vyrábějí pouze pro profesionální fotografy. Například firma Durst ukončila výrobu v roce 2005.
Výrobci současní i minulí:
- Meopta Přerov
- Leitz
- Durst
- Dunco
- Beseler
- Omega
- Kaiser Fototechnik
- Krokus (Крокус)
- Něva (Нева)
- Leningrad (Ленинград)
- Upa (Упа)